# Megitsune
Megitsune (jap. メギツネ, „Füchsin“) ist ein Lied der japanischen Metal-Band Babymetal, das Elemente von Speed Metal, Melodic Metalcore und J-Pop vereint. Es handelt sich um die zweite Single von Babymetal bei einem Major-Label und um die erste, die unabhängig von der Idol-Popgruppe Sakura Gakuin veröffentlicht wurde. Die am 19. Juni 2013 in Japan veröffentlichte Standardversion der Single enthält als B-Seite das Lied Akatsuki, während auf limitierten Versionen Onedari Daisakusen zu finden ist. Alle drei Lieder sind auch auf dem Debütalbum Babymetal enthalten.

## Veröffentlichung
Nach einer Vorankündigung am 1. April 2013 wurde die Single zweieinhalb Monate später am 19. Juni veröffentlicht. Sie erschien in vier Versionen: eine Standard-Edition sowie die drei limitierten Editionen „Ki“, „Tsu“ und „Ne“ (Kitsune bedeutet auf Japanisch „Fuchs“). Die zu den limitierten Editionen gehörenden DVDs beinhalten Live-Aufnahmen zweier Songs von je einem Auftritt der Konzertreihe Live: Legend I, D, Z Apocalypse. Käufer hatten darüber hinaus die Chance, dass der Single zusätzlich eine Eintrittskarte für ein Promo-Konzert beigelegt war, das am 14. Juni im Rockmaykan in Meguro stattfand.
Ebenfalls zur Promotion von Megitsune diente eine aus drei Konzerten bestehende Mini-Tournee namens Babymetal Death Match Tour 2013: May Revolution. Die Band trat am 10. Mai 2013 in Osaka im Big Cat sowie am 17. und 18. Mai in Tokio im Zepp DiverCity auf. Die Besucher erhielten zusätzlich eine exklusive Single-Edition mit einem Remix von Yuyoyuppe (unter dem Namen DJ'Tekina//Something).

## Komposition

### Megitsune
Megitsune (メギツネ) vereint Speed Metal, Melodic Metalcore und J-Pop, wobei Samples traditioneller Musikinstrumente dem Lied stellenweise einen sehr japanischen Charakter verleihen. Anstelle Metal-typischer Screams schreien Yui Mizuno (Yuimetal) und Moa Kikuchi (Moametal) Anfeurungsrufe wie sore oder wasshoi, die bei Volksfesten weit verbreitet sind. Der Leadgesang von Suzuka Nakamoto (Su-metal) ist dem melodramatischen Stil der Enka-Musik nachempfunden. Die Bridge ist stilistisch abwechslungsreich; sie enthält einen Breakdown, Dubstep-Elemente und eine Notenfolge des bekannten japanischen Volkslieds Sakura Sakura.
Der Liedtext handelt davon, dass Frauen stark bleiben, indem sie ihre schauspielerischen Fähigkeiten beweisen und sich durch ihren Gesichtsausdruck nichts anmerken lassen. Er vergleicht Füchse bzw. deren mythologisierende Darstellung in Form der Kitsune mit Frauen, die Makeup verwenden und dadurch eine Art Maske tragen. Nakamoto meinte, Füchse seien ähnlich wie Frauen, da sie ihre wahren Gefühle verbergen können, selbst in schwierigen Zeiten. Die Aufnahmen begannen kurz nach der Fertigstellung von Ijime, Dame, Zettai. Nach mehreren Remixing-Sessionen wurden Taiko-Trommeln beigemischt, während der Liedtext unverändert blieb.

### Weitere Lieder
Das ausschließlich von Nakamoto gesungene Lied Akatsuki (紅月, dt. „Morgendämmerung“) zählt zum Genre des Speed Metal, mit langsamem Intro und schnellem Hauptteil. Es war erstmals als Background-Musik bei der ersten Live-Darbietung von Iine! zu hören. Da die hohen Noten sehr herausfordernd waren und Nakamoto diese bei den ersten Auftritten manchmal nicht traf, absolvierte sie Gesangstraining, wodurch sich die Qualität der Darbietung rasch deutlich verbesserte. Der Liedtext handelt von verflossener Liebe, die wie ein Schwert ins Herz schneidet.
Als Duo „Black Babymetal“ singen Mizuno und Kikuchi das Lied Onedari Daisakusen (おねだり大作戦, dt. etwa „Bettel-Strategie“) im Rap-Metal-Stil. Nakamoto tritt im Chorus ausnahmsweise als Backgroundsängerin in Erscheinung. Der Liedtext handelt von Mädchen, die ihren Vater umschmeicheln, um von ihm Geld zu erschnorren.

## Rezeption
Megitsune erhielt von den meisten Kritikern positive Wertungen. M-ON! Press hob die Verbindung von Tradition und Moderne hervor, verglich Nakamotos Gesang mit jenem von Amy Lee (Evanescence) und bezeichnete die Liedzeile Kitsune, kitsune, watashi-wa megitsune („ein Fuchs, ein Fuchs, ich bin eine Füchsin“) in der Bridge als stimulierend. Die Japan Times hielt Megitsune für eines der Höhepunkte des Albums Babymetal, da es auf die typischen „Gimmicks“ verzichte. In einem Billboard-Interview über das Album Metal Resistance meinte Nakamoto, dass Megitsune bei internationalen Fans sehr beliebt sei und Karate wohl nahe an diese Popularität herankommen werde. Kerrang! bezeichnete Megitsune als den „bisher aufgedrehtesten Song von Babymetal.“
Die Huffington Post war von Akatsuki angetan; das Lied sei eine Gelegenheit für Nakamoto, ihre „auffallend kraftvolle Stimme zur Schau zu stellen“. The Guardian bezeichnete Onedari Daisakusen als „genussvoll augenzwinkernd“; es gebe Teenagern praktische Ratschläge, wie sie zusätzliches Taschengeld herausholen könnten, beschreibe aber auch das Verhältnis zwischen Idol-Gruppen und ihren Fans (Otaku).

## Chartplatzierungen
| ChartsChartplatzierungen | Höchstplatzierung | Wochen |
| ------------------------ | ----------------- | ------ |
| Japan (Oricon)           | 7 (13 Wo.)        | 13     |

## Musikvideo
Ein Teaser für die Single – mit einem Gelbhaubenkakadu namens Robin in der Hauptrolle, der scheinbar zum Lied headbangt – wurde am 31. Mai 2013 auf den YouTube-Kanal von Toy’s Factory hochgeladen. Das eigentliche Musikvideo entstand unter der Regie von Takuya Tada und erschien vier Tage später am 4. Mai auf dem offiziellen YouTube-Kanal von Babymetal.
Das Video wurde bis März 2019 über 56 Millionen Mal angeschaut. Die Aufnahmen entstanden im Asagaya-Shinmei-Schrein in Tokio, der heute ein beliebtes Ausflugsziel für Babymetal-Fans von außerhalb Japans ist. Zu sehen sind die drei Mitglieder von Babymetal in schwarz-roten Kostümen. Sie tanzen in einem Nō-Theater, begleitet von der „Kitsune Band“, die in typischer Metal-Manier scheinbar auf traditionellen japanischen Instrumenten (Taiko und Shamisen) spielt. Dadurch wird der Kontrast zwischen Tradition und Moderne zum Ausdruck gebracht. Am Ende des letzten Chorus zieht Nakamoto ein Shikomizue-Kurzschwert aus ihrem Mikrofonhalter und sagt mit einem bedrohlichen Gesichtsausdruck, dass man Frauen nicht unterschätzen sollte.

## Trackliste
| Nr.          | Titel                      | Autor(en)                      | Länge |
| ------------ | -------------------------- | ------------------------------ | ----- |
| 1.           | Megitsune (メギツネ)       | Mk-metal, Norimetal, Yuyoyuppe | 4:09  |
| 2.           | Akatsuki (紅月)            | Nakametal, Tsubometal, Kyoto   | 5:29  |
| 3.           | Megitsune (Air Vocal Ver.) |                                | 4:09  |
| 4.           | Akatsuki (Air Vocal Ver.)  |                                | 5:28  |
| Gesamtlänge: | Gesamtlänge:               | Gesamtlänge:                   | 19:15 |

| Nr.          | Titel                               | Autor(en)                                                      | Länge |
| ------------ | ----------------------------------- | -------------------------------------------------------------- | ----- |
| 1.           | Megitsune (メギツネ)                | Nakametal, Tsubometal, Kyoto                                   | 4:09  |
| 2.           | Onedari Daisakusen (おねだり大作戦) | Nakata Chaos, Ryu-Metal, Fuji-Metal, Team-K, Tatsuo, Kxbxmetal | 3:17  |
| Gesamtlänge: | Gesamtlänge:                        | Gesamtlänge:                                                   | 7:26  |

## Mitwirkende

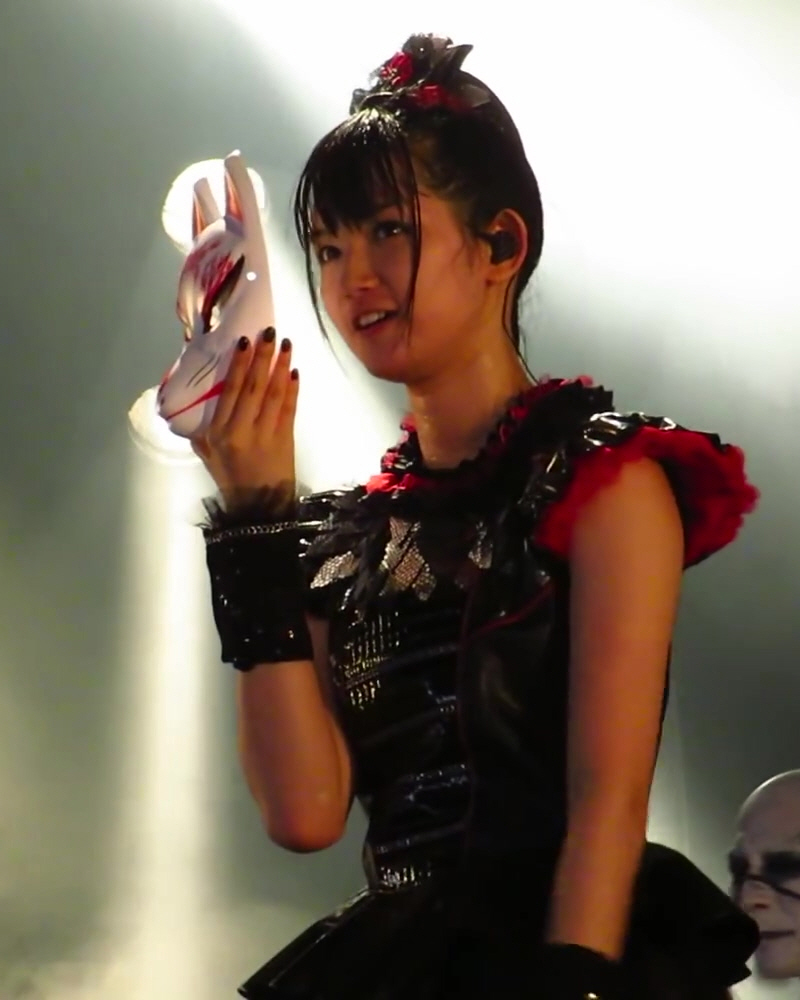
Bei Live-Auftritten hält Suzuka Nakamoto während der Bridge von Megitsune eine Fuchsmaske vor ihr Gesicht, um sie anschließend in Richtung Publikum zu werfen

(Angaben gemäß Booklet der Standardversion und der limitierten Version „Tsu“ von Megitsune)
- Suzuka Nakamoto (Su-Metal): Leadgesang
- Yui Mizuno (Yuimetal): Gesang
- Moa Kikuchi (Moametal): Gesang
- Kei Kobayashi (Kobametal, Kxbxmetal): Executive Producer, Arrangement
- Millennium Japan: Executive Producer
- Tucky: Mastering
- Miki Watanabe (Mk-Metal): Text
- Norikazu Nakayama (Norimetal, Nakametal): Text, Musik
- Tatsuya Tsubono (Tsubometal): Text, Musik
- Ryugi Yokoi (Ryu-Metal): Text
- Shinichi Fujita (Fuji-Metal): Text
- Shuhei Takahashi (Team-K): Musik
- Kazuki Higashihara (Team-K): Musik
- Takehiro Mamiya (Yuyoyuppe): Arrangement, Abmischung
- Kyoto (教頭): Arrangement
- Tatsuo: Arrangement, Gitarre, Bass
- Masatake Osato: Tonaufnahme
- Naoki Ibaraki: Tonaufnahme
- Seiji Toda: Abmischung
- Hironobu Takikawa: Abmischung
- Leda: Gitarre

## Coverversion
Die Violinistin Ayako Ishikawa spielte eine Coverversion von Megitsune ein und veröffentlichte sie 2016 auf ihrem Album Sakura Symphony.